# Canyon Lake (Texas)
Canyon Lake és una concentració de població designada pel cens dels Estats Units a l'estat de Texas. Segons el cens del 2000 tenia 16.870 habitants.

## Demografia
Segons el cens del 2000, Canyon Lake tenia 16.870 habitants, 6.906 habitatges, i 5.055 famílies. La densitat de població era de 45,2 habitants per km².
Dels 6.906 habitatges en un 27% hi vivien nens de menys de 18 anys, en un 62% hi vivien parelles casades, en un 7,5% dones solteres, i en un 26,8% no eren unitats familiars. En el 22% dels habitatges hi vivien persones soles el 8,8% de les quals corresponia a persones de 65 anys o més que vivien soles. El nombre mitjà de persones vivint en cada habitatge era de 2,44 i el nombre mitjà de persones que vivien en cada família era de 2,81.
Per edats la població es repartia de la següent manera: un 22,4% tenia menys de 18 anys, un 5,4% entre 18 i 24, un 26,6% entre 25 i 44, un 28,1% de 45 a 60 i un 17,5% 65 anys o més.
L'edat mediana era de 42 anys. Per cada 100 dones de 18 o més anys hi havia 97,3 homes.
Entorn del 5,6% de les famílies i el 8,7% de la població estaven per davall del llindar de pobresa.

## Poblacions més properes
El següent diagrama mostra les poblacions més properes.